# Старобезгинское сельское поселение
Старобезги́нское се́льское поселе́ние — упразднённое муниципальное образование в Новооскольском районе Белгородской области.
Административный центр — село Старая Безгинка.
19 апреля 2018 года упразднено при преобразовании Новооскольского района в Новооскольский городской округ.

## История
Старобезгинское сельское поселение образовано 20 декабря 2004 года в соответствии с Законом Белгородской области № 159.

## Население
| 2010 | 2011 | 2012 | 2013 | 2014 | 2015 | 2016 |
| ---- | ---- | ---- | ---- | ---- | ---- | ---- |
| 780  | ↘777 | ↘757 | ↘745 | ↘733 | ↘732 | ↘723 |
| 2017 | 2018 |      |      |      |      |      |
| ↗733 | ↘731 |      |      |      |      |      |

## Состав сельского поселения
| № | Населённый пункт | Тип населённого пункта       | Население |
| - | ---------------- | ---------------------------- | --------- |
| 1 | Калиновка        | хутор                        | ↘53       |
| 2 | Попасный         | хутор                        | ↘32       |
| 3 | Развильный       | хутор                        | ↘24       |
| 4 | Старая Безгинка  | село, административный центр | ↘671      |